# James Talbot (4e baron Talbot de Malahide)
Pour les articles homonymes, voir James Talbot.
James Talbot (22 novembre 1805 - 14 avril 1883), est un homme politique libéral anglo-irlandais et un archéologue amateur.

## Jeunesse
Il est le fils de James Talbot, 3e baron Talbot de Malahide, et d'Anne Sarah Rodbard, fille de Samuel Rodbard. Il fait ses études au Trinity College de Cambridge.

## Carrière politique
En 1832, Talbot est élu à la Chambre des communes pour Athlone, mais ne se présente pas aux élections générales de 1835. Il succède à son père comme quatrième baron Talbot de Malahide en 1850. Il s'agissait d'une Pairie d'Irlande et ne lui donnait pas droit à un siège automatique à la Chambre des lords. Cependant, en 1856, il est créé pair du Royaume-Uni sous le nom de baron Talbot de Malahide, dans le comté de Dublin. Cela lui a donné un siège à la Chambre des Lords et de 1863 à 1866, il est Lord-in-waiting dans les administrations libérales de Lord Palmerston et Lord Russell. Lord Talbot de Malahide est présent à une "assemblée générale des membres et amis de la Société irlandaise pour le suffrage des femmes" à Blackrock, Dublin le 21 février 1872 et "exprima sa sympathie pour le mouvement pour l'obtention du suffrage pour les femmes qui étaient payeurs".

## Archéologie
Lord Talbot de Malahide est également un archéologue amateur réputé et un membre actif de l'Institut royal d'archéologie, dont il est président pendant 30 ans jusqu'en 1882. Il est également membre de la Royal Society et de la Society of Antiquaries of London. Il est président de la London and Middlesex Archaeological Society de 1860 jusqu'à sa mort, et président de la Royal Irish Academy de 1866 à 1869.

## Famille

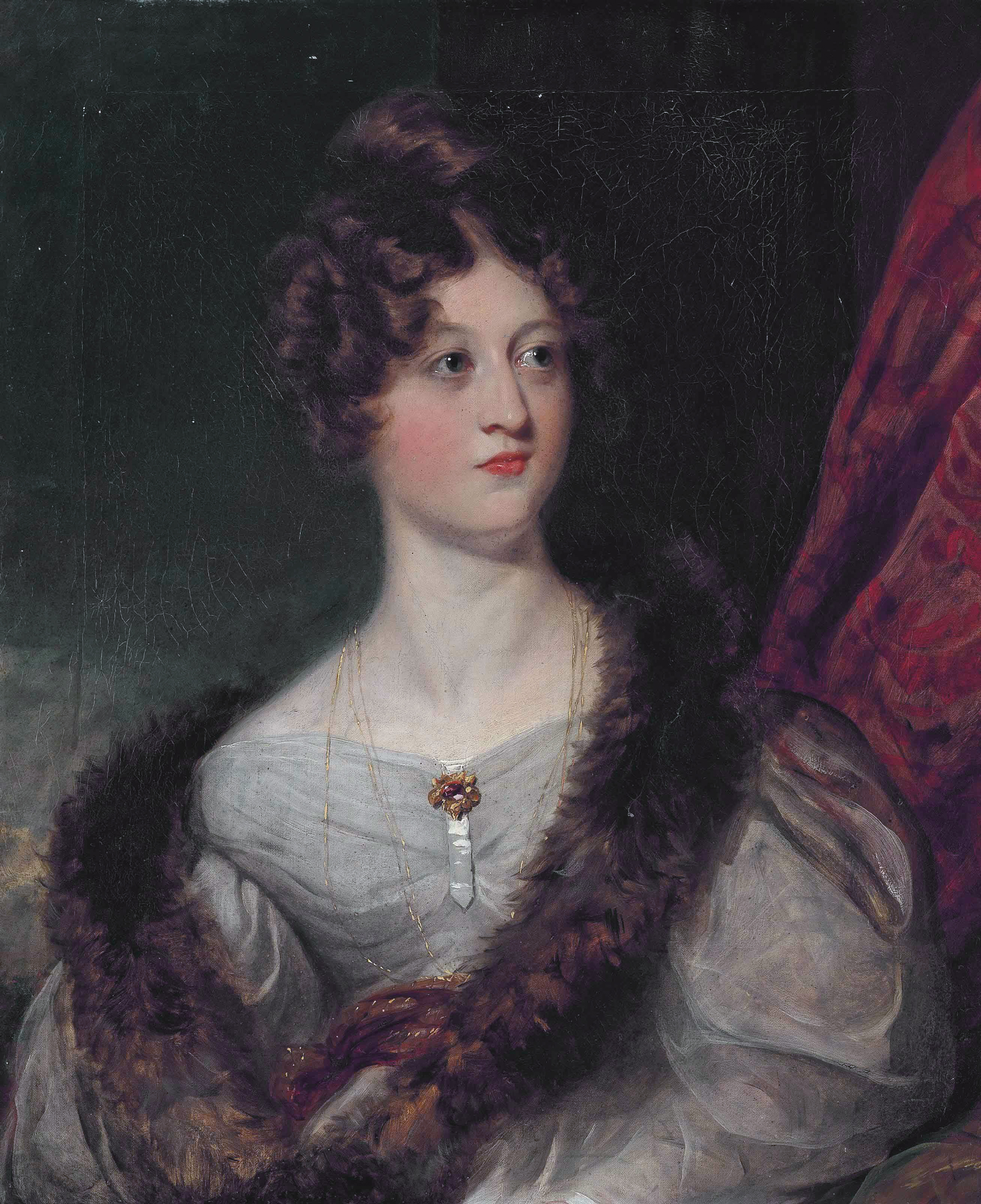
Maria Margaretta (née Murray), Lady Talbot de Malahide (disciple de Thomas Lawrence)

Lord Talbot of Malahide épouse Maria Margaretta, fille de Patrick Murray, en 1842. Il est décédé à Madère en avril 1883, à l'âge de 77 ans, et son fils aîné, Richard, lui succède.